# Euripus haliartus
Euripus haliartus är en fjärilsart som beskrevs av Felder 1864. Euripus haliartus ingår i släktet Euripus och familjen praktfjärilar. Inga underarter finns listade i Catalogue of Life.